# جمعة فضالات
== جمعة فضالات ==
تعددت الروايات حول سبب تسمية منطقة «جمعة فضالات» بهذا الاسم فمن أبرزها قيام سوق أسبوعي في كل يوم جمعة، أما الشطر الثاني فيدل على إحدى القرى التي تنتمي إلى هذه المنطقة.
وتخضع للجماعة القروية «جمعة فضالات» العديد من الدواوير منها:
'الذبابج'، 
'أولاد بورويس' ،
'أولاد بوجمعة' ،
'الغليميين' ،
'النخل' ،
'الكزولات'
```
ثم 'دوار لعمور' الذي يقع في وسط المنطقة ويضم معظم المرافق الإدارية والحيوية.
```

وتنتمي المنطقة جغرافيا إلى جهة الشاوية ورديغة ضمن عمالة بن سليمان التي تحدها من جهة الشرق وجنوبا مدينة الدار البيضاء وشمالا مدينة الرباط أما مدينة المحمدية فتقع غرب المنطقة. وتعتبر السهول والهضاب أهم تضاريس المنطقة.
تعتبر «جمعة فضالات» من المناطق القروية النشيطة في المغرب وذالك يرجع إلى الموقع الجغرافي الإستراتيجي الجيد، حيث تعتبر كهمزة وصل بين ثلاث مدن صناعية أبرزها مدينة الدار البيضاء التي تعتبر بمثابة القلب النابض لاقتصاد المغرب.
```
يهيمن المجال الفلاحي على قائمة المجالات الأكثر نشاطا بالمنطقة حيث يُشغل يداً عاملة مهمة تقدر بالآلاف داخل المنطقة وخارجها، ويحِل المجال التجاري ثانيا رغم تأثير ظاهرة 
الهجرة
 التي أضحت شبحاً يطارد القرى 
المغربية
، كما تعاني هذه القرية شأنها شأن باقي القرى من ضعف الإمكانيات المادية وذالك راجع إلى ضعف الرواج الاقتصادي ويؤثر ذالك سلبا على مداخيل الجماعة مجيباً بذالك على إشكالية المرافق الرياضية والثقافية التي تفتقر إليها المنطقة.
```

وتتمركز أغلب ساكنة «جمعة فضالات» في الوسط وفي أقصى حدودها مع المناطق التابعة لمدينة المحمدية، ويقدر عددها بقرابة 9 آلاف نسمة وأغلبهم ينتمون إلى 'دوار لعمور'.
يعتبر مسجد الخياري إحدى المعالم التي تزخر بها منطقة «جمعة فضالات»، كما يعتبر متحفاً للعمارة الإسلامية بزخارفها ونقوشها وتصاميمها الهندسية الرائعة التي تجسد المعمار المغربي الإسلامي الأصيل، فيما يبقى السوق الأسبوعي إحدى المعالم التاريخية للمنطقة بحيث يحُج إليه في كل أسبوع المئات بل الآلاف من الزوار من القرى والمدن المجاورة كما توجد مدارس للتمدر س لكن هناك مشكل عدم وجود المدرسة الثانوية، كما يقام بالمنطقة سنويا المهرجان الربيعي للتبوريدة والرماية ويساهم هذا المهرجان في خلق رواج اقتصادي مهم.
كما شهدت هذه المنطقة كنظيراتها في المغرب عدة معارك بين جيش المقاومة المغربية والمستعمر الفرنسي في النصف الأول من القرن الماضي، وشهدت مولد العديد من الأبطال المحاربين الذين بصموا على نقش تمثال استقلال المغرب.